# Skuleberget
Skuleberget is een berg in het Zweedse plaatsje Docksta in de gemeente Kramfors, Ångermanland (provincie Västernorrland). Aan  de berg grenst een natuurgebied. De berg staat bijna verticaal langs de kant van de Europese weg 4. Skuleberget is 295 meter hoog. Op de berg lopen een aantal paden en Via Ferrata-klimpaden, die beginnen naast het informatiecentrum Naturum aan de oude Riksväg 13 ("Rikstretton"). Op de berg zijn sporen te vinden van de hoogste kustlijn van na de ijstijd, die 285 meter hoger lag dan nu. De berg heeft tegenwoordig 's werelds hoogste kustlijn, 286 meter boven zeeniveau.

## Koningsgrot
De berg heeft een grot, waarvan wordt gezegd dat deze ooit een bende rovers heeft gehuisvest. Deze kwamen volgens het Nationaal Archief van het Nordiska museet in de 17e eeuw naar de Skuleskog en Skuleberg en vestigden zich in de grot, die toen Rövargrottan ('de Rovergrot') werd genoemd. Vanaf hier beroofden ze reizigers en plunderden ze de dorpen in de omgeving. De grot, soms  Koningsgrot, soms Skulegrot en soms Roversgrot genoemd, is vanaf de weg zichtbaar als een grote donkere plek in het midden van de bergwand. Het is niet echt een grot, maar eerder een holte in de berg met een diameter van enkele meters. De weg naar de ingang was zeer slecht begaanbaar, maar er zijn trappen en vaste ladders aangebracht om dit te verbeteren.

## Omgeving
Plaatsen in de buurt zijn onder andere:
- Sundsvall
- Sörgällsta
- Käxed